# Белфонт (Оклахома)
Белфонт (англ. Belfonte) — переписна місцевість (CDP) в США, в окрузі Секвоя штату Оклахома. Населення — 298 осіб (2020).

## Географія
Белфонт розташований за координатами 35°32′36″ пн. ш. 94°33′11″ зх. д. / 35.54333° пн. ш. 94.55306° зх. д. (35.543463, -94.553043).  За даними Бюро перепису населення США в 2010 році переписна місцевість мала площу 20,55 км², з яких 20,44 км² — суходіл та 0,10 км² — водойми.

## Демографія
Згідно з переписом 2010 року, у переписній місцевості мешкали 394 особи в 135 домогосподарствах у складі 103 родин. Густота населення становила 19 осіб/км².  Було 156 помешкань (8/км²).
Расовий склад населення:
| - 51,3 % — білих - 36,8 % — корінних американців - 0,3 % — азіатів - 6,9 % — осіб інших рас |

До двох чи більше рас належало 4,8 %. Частка іспаномовних становила 12,7 % від усіх жителів.
За віковим діапазоном населення розподілялося таким чином: 24,6 % — особи молодші 18 років, 65,0 % — особи у віці 18—64 років, 10,4 % — особи у віці 65 років та старші. Медіана віку мешканця становила 38,2 року. На 100 осіб жіночої статі у переписній місцевості припадало 118,9 чоловіків;  на 100 жінок у віці від 18 років та старших — 130,2 чоловіків також старших 18 років.
Середній дохід на одне домашнє господарство  становив 38 379 доларів США (медіана — 29 545), а середній дохід на одну сім'ю — 45 950 доларів (медіана — 48 750). За межею бідності перебувало 42,0 % осіб, у тому числі 72,0 % дітей у віці до 18 років та 1,9 % осіб у віці 65 років та старших.
Цивільне працевлаштоване населення становило 89 осіб. Основні галузі зайнятості: виробництво — 23,6 %, освіта, охорона здоров'я та соціальна допомога — 23,6 %, публічна адміністрація — 13,5 %, будівництво — 7,9 %.